# Club Atlético Barrio Olímpico
El Club Deportivo Lavalleja Pertolero, conocido como Barrio Olímpico o La U, es un club deportivo fundado el 29 de agosto de 1969, con sede en Barrio Olímpico de Minas.
Actualmente disputa el Campeonato Minuano de Fútbol organizado por la Liga Minuana de Fútbol.

## Estadio
En el año 2016, la Comisión Directiva del Club Deportivo Lavalleja Pertolero resolvió designar con el nombre de “Walter Montero” a su escenario deportivo.
Walter Montero logró seis títulos de Campeón Minuano como jugador con Lavalleja Pertolero , uno como entrenador y cuatro Campeonatos del Este con la selección mayor de Lavalleja. Además es un referente indiscutido de Lavalleja Pertolero y del Fútbol Minuano todo. Vincualdo al club de toda la vida, consecuente seguidor de la franja, hombre de permanente consulta y querido por toda afición deportiva. Sin lugar a dudas Walter Montero es la gran “carta de presentación” de Lavalleja Pertolero .

## Palmarés
- Campeonato Minuano de Fútbol (2):1976,1995.